# Tyrol Valley
Das Tyrol Valley ist ein hoch gelegenes und unvereistes Tal im ostantarktischen Viktorialand. In der Asgard Range liegt es östlich des Mount Baldr.
Der österreichische Biologe Heinz Janetschek (1913–1997), der von 1961 bis 1962 im Rahmen des United States Antarctic Research Program in dieser Region tätig war, benannte es nach seiner Heimat, dem österreichischen Bundesland Tirol.